# La Presa (Jalisco)
La Presa es una localidad del estado mexicano de Jalisco. Es parte del municipio de Ojuelos de Jalisco.

## Demografía
| Gráfica de evolución demográfica |
|                                  |

| Censo | Población |
| ----- | --------- |
| 1900  | 556       |
| 1910  | 451       |
| 1921  | 364       |
| 1930  | 157       |
| 1940  | 334       |
| 1950  | 554       |
| 1960  | 699       |
| 1970  | 735       |
| 1980  | 895       |
| 1990  | 1 030     |
| 2000  | 1 111     |
| 2010  | 1 174     |
| 2020  | 1 191     |